# Algieria na zimowych igrzyskach olimpijskich
Algieria na zimowych igrzyskach olimpijskich – występy reprezentacji Algierii na zimowych igrzyskach olimpijskich.
Algieria trzykrotnie uczestniczyła w zimowych igrzyskach olimpijskich, po raz pierwszy podczas igrzysk w Albertville w 1992 roku. Wówczas kraj ten był reprezentowany przez czworo narciarzy alpejskich – trzech mężczyzn i jedną kobietę. Była to najliczniejsza reprezentacja Algierii wystawiona na zimowe igrzyska olimpijskie. Algieria startowała również podczas igrzysk w Turynie w 2006 roku (dwoje reprezentantów) oraz igrzysk w Vancouver w 2010 roku (jeden reprezentant). Nigdy reprezentanci Algierii nie zdobyli medalu zimowych igrzysk olimpijskich. Najlepszym miejscem osiągniętym przez algierskich olimpijczyków było 40. miejsce osiągnięte przez Christelle Laura Douibi w zjeździe kobiet podczas igrzysk w Turynie.
W trzech startach olimpijskich algierscy sportowcy zaprezentowali się w dwóch dyscyplinach sportowych – w biegach narciarskich i narciarstwie alpejskim. W biegach Algierię reprezentowało dwóch zawodników, a w narciarstwie alpejskim – pięcioro.

## Występy na poszczególnych igrzyskach
| Igrzyska         | Rozmiar reprezentacji | Rozmiar reprezentacji | Rozmiar reprezentacji | Rozmiar reprezentacji | Zdobyte medale | Zdobyte medale | Zdobyte medale | Zdobyte medale | Źr.   |
| Igrzyska         | Mężczyźni             | Kobiety               | Razem                 | Dyscypliny            | Złote          | Srebrne        | Brązowe        | Razem          | Źr.   |
| ---------------- | --------------------- | --------------------- | --------------------- | --------------------- | -------------- | -------------- | -------------- | -------------- | ----- |
| Albertville 1992 | 3                     | 1                     | 4                     | 1                     | –              | –              | –              | –              | [ 5 ] |
| Turyn 2006       | 1                     | 1                     | 2                     | 2                     | –              | –              | –              | –              | [ 6 ] |
| Vancouver 2010   | 1                     | –                     | 1                     | 1                     | –              | –              | –              | –              | [ 7 ] |